# 紀叔姬
紀叔姬（前8世纪？—前665年），春秋时期鲁国人，鲁惠公的女儿，鲁隐公的妹妹。
前716年（周桓王四年、鲁隐公七年）冬，叔姬嫁到纪国，作为紀伯姬的娣，嫁给纪厉侯为妾。前691年（周庄王六年、鲁庄公三年、齐襄公七年），纪威侯以酅地（今山东省淄博市临淄区东）归附于齐国，成为齐国的附庸，其后紀叔姬回到鲁国。前682年（周庄王十五年、鲁庄公十二年），紀叔姬又回到夫家纪国所在酅。前665年（周惠王十二年、鲁庄公二十九年），紀叔姬在酅地去世。前664年（周惠王十三年、鲁庄公三十年），纪国安葬紀叔姬。